# Edmond Dupré
Pour les articles homonymes, voir Dupré.
Edmond Dupré, né en 1759 et décédé à Mons le 31 janvier 1827, était un homme politique belge du Hainaut.

## Biographie
François Joseph Edmond Dupré (ou Du Pré) est né dans une famille de magistrats montois. Il est le fils de Philippe Dupré et de Thérèse Debehault. Il était l'époux d'Alexandrine Dusart.
Il fut lui-même écuyer et avocat. Il fut aussi échevin sous le régime autrichien, jusqu’en 1788 et conseiller communal sous le Consulat. En, 1815, avec la chute du régime français, il succéda à Constant Duval de Beaulieu, le maire de Mons, et devint bourgmestre de Mons, jusqu’à sa mort en 1827.
Durant son mayorat, il assainit les ruines laissées par la Révolution et restaure les monuments de Mons.
Il fut aussi vénérable à la franc-maçon de Mons (La Concorde).
À la suite de son décès en 1827, il est inhumé au cimetière de Mons.

## Distinctions
- Chevalier de l'ordre du Lion Belgique.